# Aleksiej Siemiczew
Aleksiej Aleksandrowicz Siemiczew (ros. Алексей Александрович Семичев, ur. 1893 w Briańsku, zm. 1941) – radziecki działacz partyjny.

## Życiorys
Służył w rosyjskiej armii, później w Armii Czerwonej, od 1919 należał do RKP(b), był sekretarzem powiatowego komitetu RKP(b) i później sekretarzem odpowiedzialnym Komitetu Okręgowego WKP(b). Od 11 grudnia 1932 do 5 grudnia 1936 był I sekretarzem Komitetu Obwodowego WKP(b) Komi-Zyriańskiego Obwodu Autonomicznego, a od 5 grudnia 1936 do 2 listopada 1937 I sekretarzem Komijskiego Komitetu Obwodowego WKP(b), później pozostawał w dyspozycji KC WKP(b). 5 czerwca 1938 został aresztowany, 25 stycznia 1941 skazany na śmierć, jednak 14 marca 1941 wyrok zamieniono na 20 lat pozbawienia wolności i utratę praw na 5 lat; zmarł w łagrze podczas odbywania kary. 17 marca 1956 został pośmiertnie zrehabilitowany.